# بوی بهشت
بوی بهشت نام یک آلبوم موسیقی اثر حسام الدین سراج و  رامین کاکاوند است که در سبک  سنتی تهیه شده و دارای ۷ آهنگ است.

## فهرست آهنگ‌ها
| ردیف | آهنگ          |
| ۱    | سرو خراسان    |
| ۲    | شور مستی      |
| ۳    | نغمه مهر      |
| ۴    | بوی بهشت      |
| ۵    | حافظ خلوت‌نشین |
| ۶    | جامه‌دران      |
| ۷    | میخانه        |